# 駐ジョージア外国公館の一覧

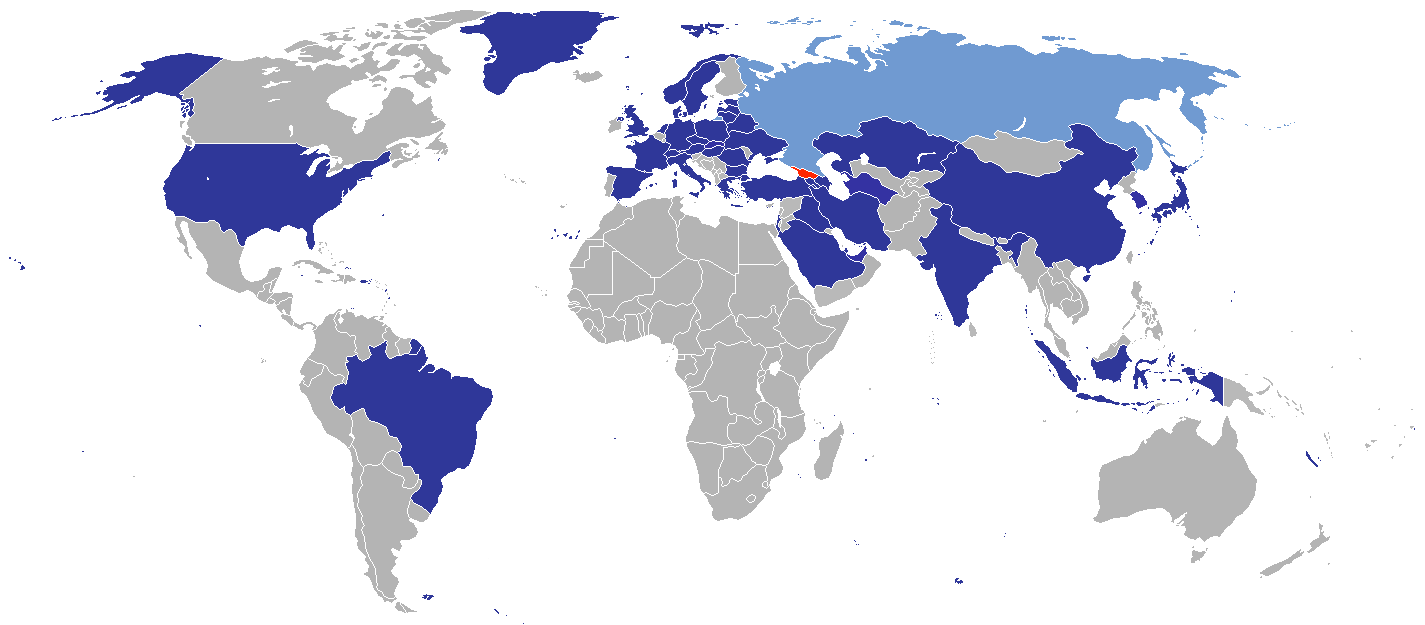
ジョージアに外交使節団を派遣している国

駐ジョージア外国公館の一覧（ちゅうジョージアがいこくこうかんのいちらん）は、ジョージア（グルジア）に駐在している外国の在外公館（大使館・領事館等）の一覧である。
首都トビリシには38ヶ国の大使館が所在する。他の多くの国の大使館は大使が常駐していない。ロシアは、2008年8月の南オセチア紛争直後に大使館を閉鎖し、外交関係は途絶している。

## 大使館

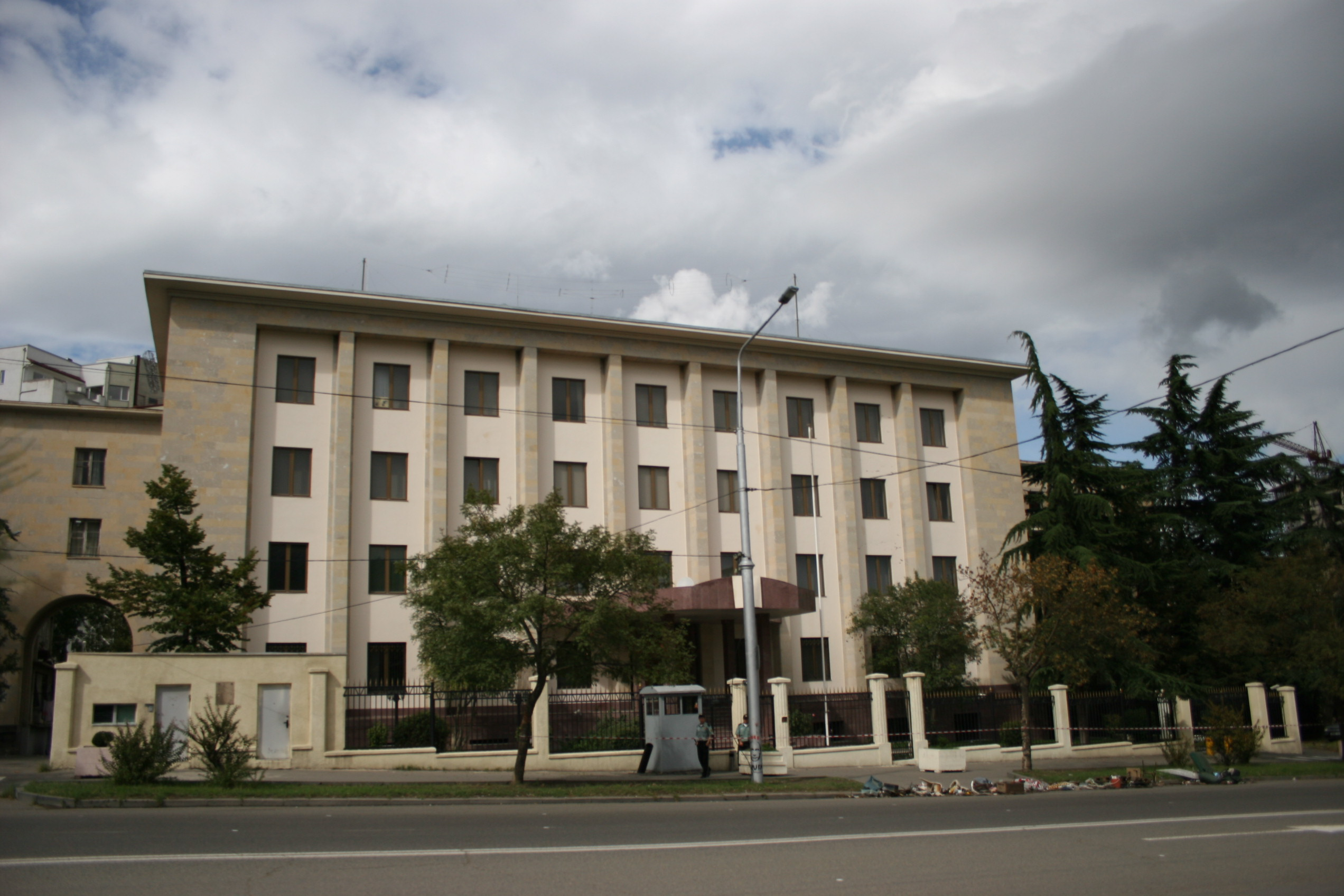
ロシア連邦利益代表部を兼轄する駐ジョージアスイス大使館

- アルメニア
- オーストリア [1]
- アゼルバイジャン
- ベラルーシ[2]
- ブラジル
- ブルガリア
- 中華人民共和国
- チェコ
- エストニア
- フランス
- ドイツ
- ギリシャ
- バチカン
- ハンガリー
- イラン
- イラク
- イスラエル
- イタリア
- 日本（在ジョージア日本国大使館）
- カザフスタン
- ラトビア
- リトアニア
- オランダ
- ノルウェー
- ポーランド
- カタール
- ルーマニア
- サウジアラビア
- スロバキア
- マルタ騎士団
- スウェーデン
- スイス
- トルコ
- トルクメニスタン
- ウクライナ
- アラブ首長国連邦
- イギリス
- アメリカ合衆国

### 特殊な位置付けの駐ジョージア外国公館
- 欧州連合代表部
- ロシア利益代表部（駐ジョージアスイス大使館兼轄）

## 総領事館
バトゥミ
- アルメニア
- アゼルバイジャン
- イラン[3]
- トルコ
- ウクライナ

## 大使が他国に駐在している国
括弧内は所在都市。
- アフガニスタン（アンカラ）
- アルバニア（アンカラ）
- アルジェリア（アンカラ）
- アンゴラ （モスクワ）
- アルゼンチン（アンカラ）
- オーストラリア（アンカラ）
- バングラデシュ（モスクワ）
- ベルギー（バクー）
- ボリビア（モスクワ）
- ボスニア・ヘルツェゴビナ（アンカラ）
- カナダ（アンカラ）
- コートジボワール（モスクワ）
- コロンビア（モスクワ）
- クロアチア（アテネ）
- キューバ（バクー）
- キプロス（アテネ）
- デンマーク（キエフ）
- エジプト（エレバン）
- フィンランド（ヘルシンキ）
- ガーナ（テヘラン）
- グアテマラ（モスクワ）
- ギニア（モスクワ）
- アイスランド（モスクワ）
- インド（エレバン）
- インドネシア（キエフ）
- アイルランド（ソフィア）
- 大韓民国（バクー）
- クウェート（ブカレスト）
- キルギス（モスクワ）
- リビア（モスクワ）
- ルクセンブルク（アテネ）
- マレーシア（キエフ）
- マルタ（ワルシャワ）
- メキシコ（アンカラ）
- モルドバ（バクー）
- モロッコ（キエフ）
- ネパール（モスクワ）
- ナイジェリア（キエフ）
- パキスタン（バクー）
- ペルー（アンカラ）
- フィリピン（アンカラ）
- ポルトガル（アンカラ）
- サンマリノ（アンカラ）
- セルビア（アンカラ）
- シンガポール（シンガポール）
- 南アフリカ共和国（キエフ）
- スロベニア（キエフ）
- スペイン（アンカラ）
- スリランカ（アンカラ）
- エスワティニ（ニューヨーク）
- タンザニア（モスクワ）
- タイ（アンカラ）
- ウズベキスタン（バクー）
- ベトナム（アンカラ）
- ザンビア（モスクワ）
- ジンバブエ（モスクワ）

## 脚註
1. ↑  http://vestnikkavkaza.net/news/Tbilisi-opens-Austrian-embassy.html
2. ↑  http://agenda.ge/news/64082/eng
3. ↑  Aryanic.com. “سرکنسولگری جمهوری اسلامی ایران - باتومی”. batumi.mfa.ir. 2016年2月26日閲覧。